# Львиное сердце (фильм)
«Львиное сердце» (англ. Lionheart) — приключенческий фильм, снятый в средневековом сеттинге режиссёром Франклином Шеффнером в 1987 году. Изначально Фрэнсис Форд Коппола планировал сесть в режиссёрское кресло, но затем остался в проекте в качестве исполнительного продюсера вместе со своей сестрой Талией Шир. В главных ролях снимались Эрик Штольц, Гэбриел Бирн и Дебора Мур.
Несмотря на высокий бюджет фильма, он не получил широкого релиза в кинотеатрах и был впоследствии выпущен на видеоносителях. Критик Леонард Малтин негативно отзывался о фильме, в частности указывая на слабый сценарий и отсутствие атмосферы, однако пересмотрев фильм, поменял своё мнение на противоположное.

## Сюжет
Сюжет фильм переносит зрителя в эпоху Крестовых походов и средневековой Англии. Король Ричард I Львиное Сердце сражается на Востоке, пытаясь отбить Святую землю у иноверцев-мусульман. В это же время молодой рыцарь Роберт Нерра (Эрик Штольц), оставшийся без отцовского наследства, собирает компанию из детей-сирот, чтобы присоединиться к войску Ричарда. При этом ему противостоит Чёрный Принц (Гэбриел Бирн), бывший крестоносец, ставший работорговцем и желающий продать детей сарацинам.

## В ролях
- Эрик Штольц — Роберт Нерра
- Гэбриел Бирн — Чёрный Принц
- Дебора Мур — Матильда
- Николас Клей — Шарль де Монфорт
- Декстер Флетчер — Майкл
- Пол Рис — мэр Подземного города
- Халук Бильгинер — купец с Востока
- Самми Дейвис — женщина-баптистка

## Производство
Съёмки фильма, основанного на истории о Детском крестовом походе, проходили в Португалии и Венгрии. В качестве статистов было задействовано свыше тысячи детей славянской внешности.